# Chalvignac
 Chalvignac  es una población y comuna francesa, situada en la región de Auvernia, departamento de Cantal, en el distrito de Mauriac y cantón de Mauriac.

## Demografía
| 682 | 818 | 610 | 580 | 525 | 497 |
| Para los censos de 1962 a 1999 la población legal corresponde a la población sin duplicidades (Fuente: INSEE [Consultar]) |     |     |     |     |     |